# Адальберт Пюллек
Адальберт Пюллек (рум. Adalbert Püllöck, 6 квітня 1907 — 7 грудня 1977) — румунський футболіст, що грав на позиції воротаря за клуб «Орадя», а також національну збірну Румунії.

## Клубна кар'єра
У футболі дебютував 1931 року виступами за команду клубу «Орадя», кольори якої і захищав протягом усієї своєї кар'єри гравця. 

## Виступи за збірну
1932 року дебютував в офіційних матчах у складі національної збірної Румунії. Протягом кар'єри у національній команді, яка тривала 3 роки, провів у її формі 4 матчі..
Був присутній в заявці збірної на чемпіонаті світу 1934 року в Італії, але на поле не виходив.
Помер 7 грудня 1977 року на 71-му році життя.